# Puffin à menton blanc
Procellaria aequinoctialis
Espèce
Statut de conservation UICN

 VU A4bcde : Vulnérable
Le Puffin à menton blanc (Procellaria aequinoctialis) ou pétrel a menton blanc, est une espèce d'oiseau de mer de la famille des Procellariidae.
Il niche à travers les eaux australes tempérées ou sub-antarctiques.